# Durchgangszug

Ansichtskarte Gruß aus dem D-Zug aus dem Jahr 1900

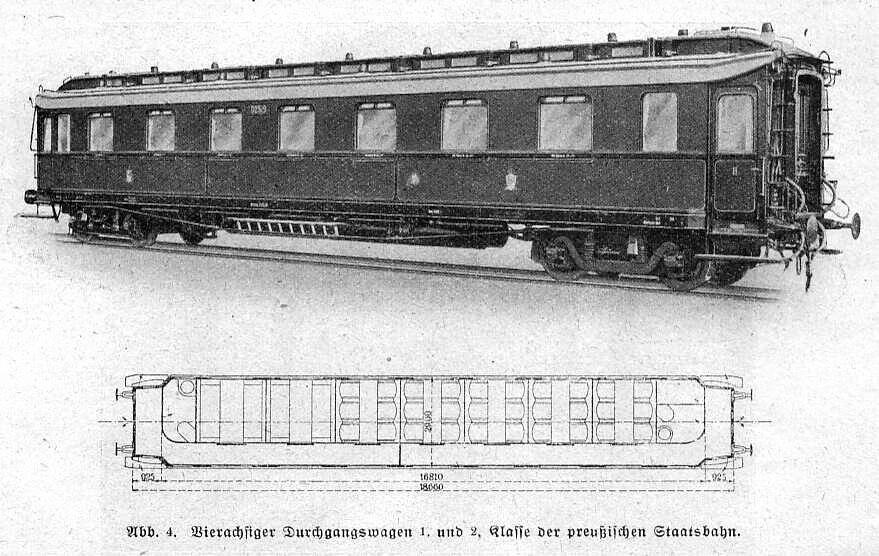
Preußischer Durchgangswagen mit erster und zweiter Klasse

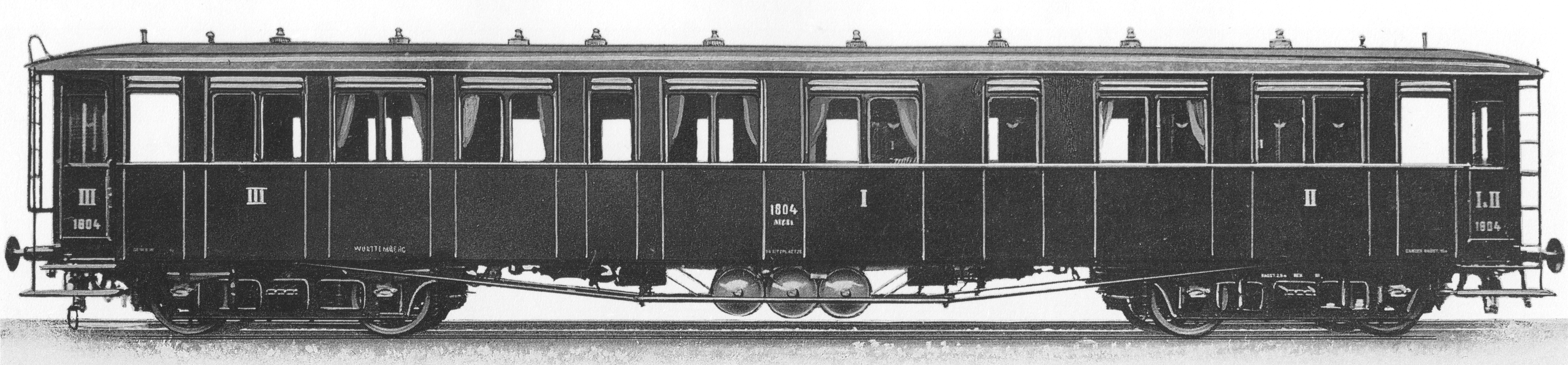
Württembergischer Durchgangswagen der Gattung ABCCü von 1901

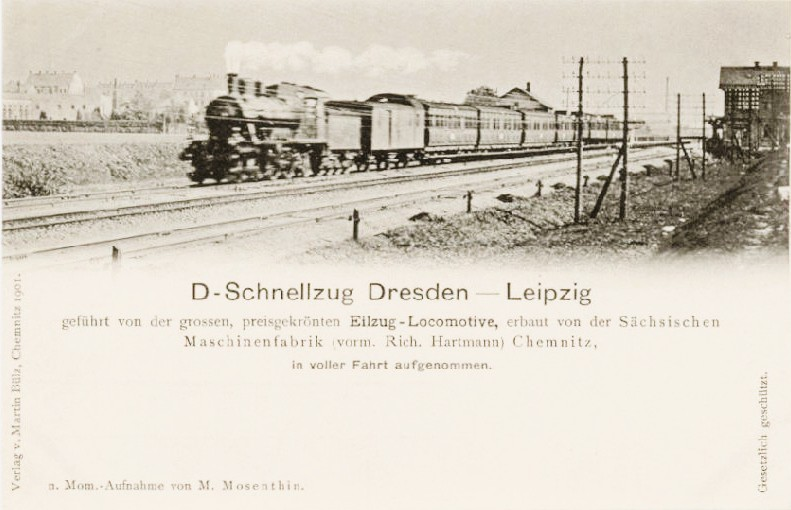
D-Schnellzug auf einer sächsischen Postkarte des Jahres 1901

Platzkarte für den D 102/22, ausgegeben im Jahr 1909

Der Durchgangszug, auch Durchgangswagenzug, Durchgangs-Schnellzug oder Schnellzug aus Durchgangswagen, abgekürzt D, Dz, D-Zug oder D-Schnellzug, war eine hochwertige Zuggattung des Schienenpersonenfernverkehrs im Deutschen Reich. Umgangssprachliche Alternativbegriffe waren Harmonikazug sowie Korridorzug. Durchgangszüge gab es sowohl als Tagesreisezug als auch als Nachtreisezug.

## Geschichte

### Einführung in Preußen
Nachdem Schnellzüge in Deutschland schon ab 1851 verkehrten, führte der zuständige Minister Karl von Thielen bei den Preußischen Staatseisenbahnen 1892 die höhere Zuggattung Durchgangszug ein. Dies waren ausschließlich Züge, deren Wagen durch Faltenbälge geschützte Wagenübergänge nach dem Prinzip von Edmund Heusinger von Waldegg aufwiesen. Diese wurden in Preußen erstmals 1891 in Dienst gestellt und konnten von den Reisenden während der Fahrt gefahrlos und vor Niederschlägen geschützt benutzt werden – die namensgebenden Durchgangswagen. Von den Faltenbälgen, ausgeführt als „harmonikaartig ausziehbare lederne Galerien mit Eisenrahmen“, leitete sich auch die Bezeichnung Harmonikazug ab. Neben den Abteilen gab es nun einen Seitengang respektive Korridor. Damit waren sie nicht mehr über Außentüren in jedem Abteil und Trittbretter zu erreichen wie in den Abteilwagen bisheriger Bauart. Die Fahrgäste genossen somit einen höheren Komfort, da sie fortan die Zugtoiletten und den Speisewagen problemlos auch während der Fahrt aufsuchen konnten.
Die englische Bezeichnung „corridor train“ für derartige Züge verdeutlicht den Bezug zur Wagenbauart. Vor 1900 beschafften die Preußischen Staatseisenbahnen zwar neben den typischen Seitengangwagen auch Großraumwagen mit Mittelgang und geschlossenen Wagenübergängen, aber sie wurden damals nicht zum Standard. Wagen ohne Abteile waren damals in Europa, außer in Skandinavien, vorwiegend im Nahverkehr und für die unterste (vierte) Wagenklasse anzutreffen, oder umgekehrt als – nicht selten private – Salonwagen ein Luxus besonders reicher oder protokollarisch hervorgehobener Fahrgäste.
Der erste Durchgangszug war ab dem 1. Mai 1892 der D 31/32 auf der Strecke Berlin Potsdamer Bahnhof – Hildesheim Hbf – Paderborn Hbf – Köln Hbf. Hierbei wurden ausschließlich neubeschaffte Seitengangwagen mit geschlossenen Wagenübergängen eingesetzt. Außerdem war eine Sitzplatzreservierung gegen eine Gebühr von einer Mark (entspricht heute etwa 8 EUR) möglich, hierfür waren die Sitzplätze der neuen Wagen erstmals durchnummeriert.
Einen Monat später folgte ab dem 1. Juni 1892 der D 51/52 auf der Strecke Berlin Potsdamer Bahnhof – Nordhausen – Frankfurt (Main) Hbf. Die ersten Durchgangszüge bestanden nur aus Wagen der ersten und zweiten Wagenklasse, Speisewagen sowie Gepäckwagen und – bei Nachtzügen – Schlafwagen. Sie sollten nicht nur besonders bequem, sondern auch besonders pünktlich sein. Für die Benutzung der Durchgangszüge wurde ein Zuschlag von zwei Mark erhoben. 1894 verkehrte zwischen Berlin und Ostpreußen erstmals ein Durchgangszug, der auch die dritte Wagenklasse führte. Ein weiterer wichtiger Vertreter der neuen Zuggattung war der D 1/2 von Berlin nach Eydtkuhnen und zurück, dieser verkehrte ab 1895.
Im Kursbuch war die neue Zuggattung, zusätzlich zur Fettschrift der Uhrzeiten sowie der punktierten Linie links der Zugspalte, die für zuschlagpflichtige Züge stand, mit dem Buchstaben D vor der Zugnummer gekennzeichnet. Gewöhnliche Schnellzüge hatten in den Fahrplanunterlagen hingegen keinen Gattungsbuchstaben.

### Weitere Verbreitung
Nach und nach führten auch die übrigen deutschen Länderbahnen im Deutschen Reich Durchgangszüge nach preußischem Vorbild ein, die Reichseisenbahnen in Elsaß-Lothringen beispielsweise im Jahr 1897. Die Eisenbahnverwaltungen achteten darauf, dass nur die modernsten und bequemsten Fahrzeuge eingesetzt wurden. Das mussten in Durchgangszügen vierachsige Drehgestell-Wagen sein, während in Schnellzügen dagegen ausnahms- und aushilfsweise auch dreiachsige Wagen erlaubt waren. Zweiachsige Fahrzeuge waren untersagt. Die Wagen mussten mit durchgehenden Bremsen und Zugtoiletten ausgestattet sein und möglichst Aufbauten für die Lüftung haben. Im Zuge einer Tarifreform gab es ab Sommer 1907 im Deutschen Reich insgesamt fünf Zuggattungen:
- Luxuszug (nur für die internationalen Luxuszüge der CIWL verwendet)
- Durchgangszug bzw. D-Zug (teilweise nur mit 1./2. Klasse, überwiegend dreiklassig)
- Schnellzug (restliche frühere Schnellzüge, die noch nicht zu D-Zügen oder Eilzügen umgewandelt worden waren)
- Eilzug (meist dreiklassig, teilweise auch ohne 1. Klasse, häufigere Halte im Vergleich zu Durchgangs- und Schnellzügen)
- Personenzug

Für diese waren mit Ausnahme der Personenzüge Zuschläge in unterschiedlicher Höhe zu zahlen. Bis 1917 wurden fast alle Schnellzüge in Deutschland schrittweise zu Durchgangszügen, soweit sie aus Durchgangswagen bestanden, andernfalls wurden sie meist zu Eilzügen. Ohne Zuschlag mit wenigen Halten fuhren ansonsten nur noch die 1922 eingeführten beschleunigten Personenzüge (BP).

### Zusammenführung von Durchgangs- und Schnellzug
Nachdem besonders wichtige und schnelle Durchgangszüge ab 1923 zu Fernschnellzügen (FD) aufgewertet wurden, vereinigte die Deutsche Reichsbahn letztlich Ende der 1920er Jahre den Durchgangszug mit dem Schnellzug. Die daraus entstandene Zuggattung hieß Schnellzug, übernahm aber die Abkürzung D und die landläufige Bezeichnung „D-Zug“ vom Durchgangszug. Lediglich in Bayern fuhren noch einige zuschlagpflichtige Schnellzüge auf der Strecke München–Mittenwald–Innsbruck und wurden erst 1929 zu Durchgangszügen.
In Österreich wurde die Zuggattung Durchgangszug hingegen erst deutlich später eingeführt. Das Kursbuch des Jahres 1912 weist noch darauf hin, dass diese Gattung nur in Deutschland existiert. Die Wiener Morgenzeitung vom 1. Januar 1922 erwähnt hingegen bereits einen D-Zug Nummer 227 auf der Westbahn.

## Rezeption
- Außer beim Fernschnellzug (FD) tauchte das D für Durchgangszug Jahrzehnte später noch beim Schnellzug des Intercity-Ergänzungssystems (abgekürzt DC, eingeführt 1973) und beim Fern-Express (abgekürzt wiederum FD, eingeführt 1983) auf.
- Zwei beliebte deutsche Redewendungen entwickelten sich abgeleitet von der Zuggattung: „Ein alter Mann ist doch kein D-Zug!“ und „Er ist mit dem D-Zug durch die Kinderstube gerast“.
- Siemens & Halske stellte 1924 einen Hörfunkempfänger mit der Bezeichnung D-Zug vor.[18]
- Um 1900 entstandene Zechensiedlungen nach dem Vorbild der britischen Back-to-Back House-Kolonien, auch victorian rows genannt, wurden in Deutschland mitunter D-Zug-Siedlung genannt. Ursächlich hierfür war die Ähnlichkeit der langgestreckten Reihenhaus-Zeilen mit den, für die damalige Zeit ungewohnt langen, vierachsigen D-Zug-Wagen. Beispiele hierfür sind die D-Zug-Siedlung Rünthe, die Schlawerie in Friedrichsthal (Saar) oder die D-Zug-Siedlung in Düsseldorf-Rath.[19][20][21]